# Kujalnyk
Kujalnyk (ukr. Куяльник) – wieś na Ukrainie, w obwodzie odeskim, w rejonie podolskim. W 2001 liczyła 1482 mieszkańców, spośród których 915 posługiwało się językiem ukraińskim, 285 rosyjskim, a 282 mołdawskim. W 2023 liczyła 1461 mieszkańców.